# نغو دينه نهو
نغو دينه نهو (7 نوفمبر 1910 - 2 نوفمبر 1963) كان سياسي فيتنامي والشقيق الأصغر لرئيس جنوب فيتنام نغو دينه ديم، على الرغم بأنه لم يكن يشغل منصبًا تنفيذيًا رسميًا ، إلا أنه كان يتمتع بسلطة غير رسمية هائلة. أعتقل وأغتيل عقب انقلاب جنوب فيتنام 1963.